# Andy Meyrick
Andrew „Andy” Meyrick (ur. 4 września 1985 roku w Swansea) – brytyjski kierowca wyścigowy.

## Kariera
Meyrick rozpoczął karierę w międzynarodowych wyścigach samochodowych w 2006 roku od startów w Brytyjskiej Formule Ford oraz Brytyjskiej Formule Renault 2.0 BARC. Z dorobkiem odpowiednio czternastu i trzydziestu punktów uplasował się odpowiednio na 25 i 11 pozycji w klasyfikacji generalnej. W późniejszych latach Brytyjczyk pojawiał się także w stawce edycji zimowej Brytyjskiej Formuły Renault, Brytyjskiej Formuły Renault, Brytyjskiej Formuły 3, Le Mans Series, FIA Historic Formula One, American Le Mans Series, 24-godzinnego wyścigu Le Mans, Group C Racing, Intercontinental Le Mans Cup, Brytyjskiego Pucharu Porsche Carrera, Blancpain Endurance Series, Gulf 12 Hours oraz United Sports Car Championship.

## Wyniki w 24h Le Mans
| Rok  | Zespół                | Partnerzy                      | Samochód             | Klasa | Okr. | Poz. | Klasa Pos. |
| ---- | --------------------- | ------------------------------ | -------------------- | ----- | ---- | ---- | ---------- |
| 2010 | AIM Team Oreca Matmut | Soheil Ayari Didier André      | Oreca 01-AIM         | LMP1  | 369  | 4    | 4          |
| 2011 | Aston Martin Racing   | Harold Primat Adrián Fernández | Aston Martin AMR-One | LMP1  | 2    | NU   | NU         |